# ChesterCopperpot
ChesterCopperpot（チェスターコパーポット）は、日本のポップ・ロック・バンド。2001年結成。

## メンバー
- 伊藤 立（いとう りつ ）
  - ボーカル、鍵盤、ギター担当
- 高永 俊幸（たかなが としゆき ）
  - コーラス、ギター担当
- 伊藤 勇二（いとう ゆうじ）
  - コーラス、ベース担当
- 矢野 賢太郎（やの けんたろう）
  - コーラス、ドラム担当

## 概要

### 2001年
- 神奈川県相模原市で結成。バンド名は映画「グーニーズ」に登場する冒険家「チェスターコパーポット」から。
- 矢野賢太郎と伊藤立は中学校の同級生。楽器屋のメンバー募集の張り紙を見た伊藤勇二が加入。
- 下北沢のライブハウスを中心にライブ活動を開始。

### 2004年
- 11月30日、ワンマンライブを下北沢251にて開催。

### 2005年
- 結成当初はギターロックバンドであったが、徐々に鍵盤主体の楽曲にシフトしていく。

### 2006年
- BabeStarより1stアルバム『Fanfare』にてメジャー・デビュー。

### 2007年
- 1月27日、ワンマンライブ "パンパカフィナーレ"を下北沢CLUB Queにて開催。
- ライブ活動休止と共に、ソロ活動に専念。

### 2012年
- 新たに高永俊幸が加入。4人編成となり、再始動。鍵盤主体だった楽曲もギターの曲、鍵盤の曲と様々な方向へ。
- 5月5日、ホールワンマン”BACK TO THE CHESTER”を地元、相模原にて開催。

## ディスコグラフィー

### アルバム
| 発売日         | タイトル         | 規格品番   |
| -------------- | ---------------- | ---------- |
| 2003年         | ChesterCopperpot |            |
| 2004年10月16日 | Zipangu          |            |
| 2006年10月25日 | Fanfare          | B000HXE2RW |

### シングル
| 発売日        | タイトル              | 規格品番   |
| ------------- | --------------------- | ---------- |
| 2005年4月20日 | スクラップ            | B0007TFBVW |
| 2005年11月9日 | コザイム/なんでなんで | 777-0006   |